# 罗斯希尔
罗斯希尔是澳大利亚新南威尔士州悉尼的一个郊区。罗斯希尔位于悉尼中央商务区以西18公里处，属于帕拉马塔市的管轄範圍，是大西悉尼地区的一部分。
罗斯希尔与Granville、South Granville、Holroyd和Camellia等独立郊区共享2142的邮政编码。
罗斯希尔包含了住宅、商业、工业和娱乐用地。

## 历史

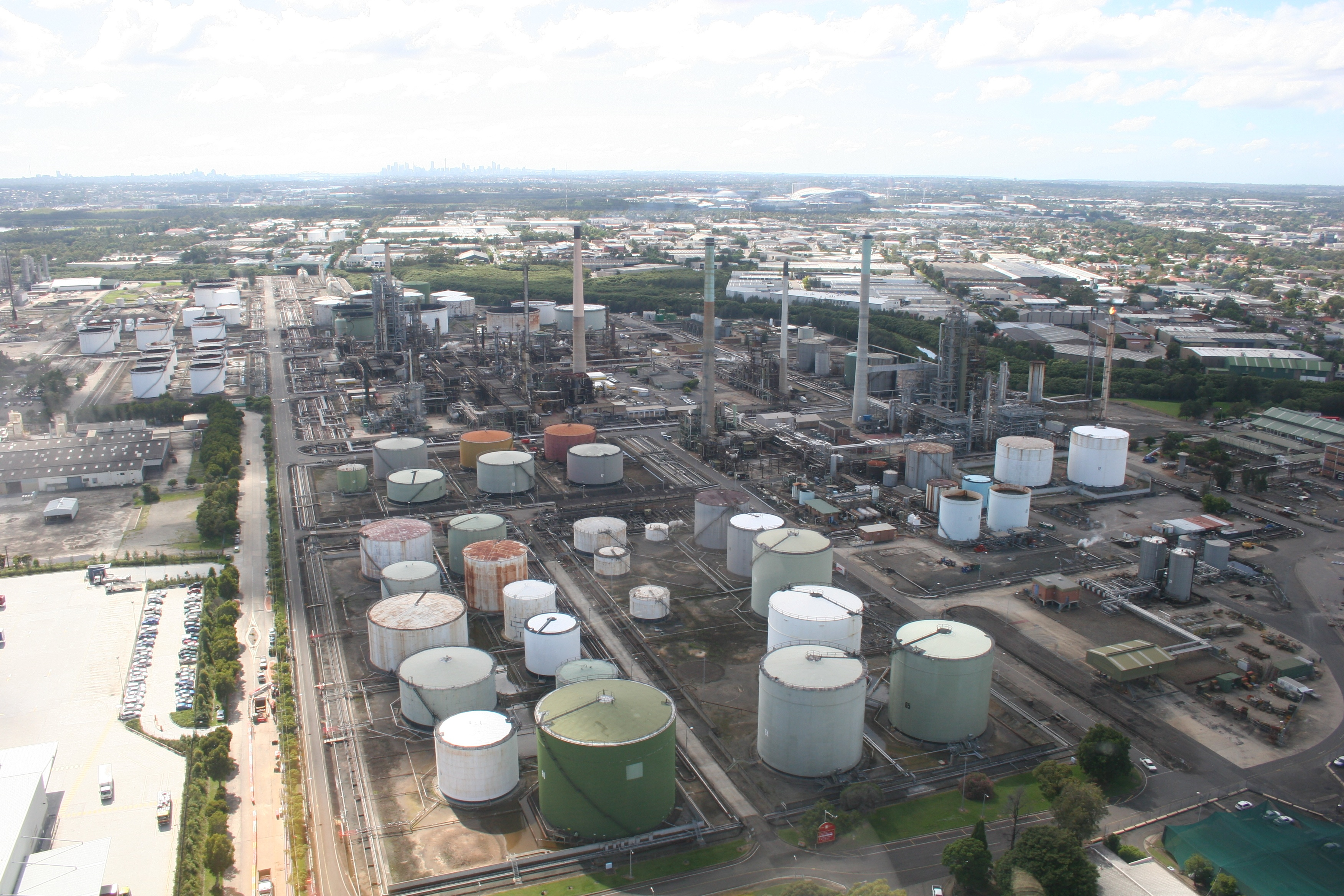
罗斯希尔的工业用地

殖民時期的早期，舊政府大楼后面的山丘被总督亞瑟·菲利普命名为 "罗斯希尔（Rosehill）"。
1789年3月25日，亨利-多德负责管理在罗斯希尔建立的一个农场。 同年11月，詹姆斯-鲁斯来到这里耕种。 1790年12月，罗斯希尔收获了一茬被描述为“非常好”的玉米（小麦）。 1791年，200英亩的土地被清理并投入生产。
1883年，约翰·麦克阿瑟的伊丽莎白农场的850英亩（3.4平方公里）被分为工业用途。庄园的一部分被留作娱乐区，成为罗斯希尔赛马场。
1886年这里开设了一所公立学校，1888年在卡林福德铁路线上开设了火车站，在1904年被州政府接管之前一直是私人所有，后来在2020年1月关闭。

## 遗产列表
罗斯希尔有许多被列入遗产名录的地方，包括：
- 展望街60号：卡姆登
- 展望街62号：舒适小屋
- 爱丽丝街70号：伊丽莎白农场
- 亚瑟街：伊丽莎白农场保护区

## 地标性建筑
- 罗斯希尔花园赛马场（Rosehill Gardens Racecourse）举办了澳大利亚赛马日程表上最重要的一些活动，包括著名的金拖鞋大赛。
- 历史悠久的伊丽莎白农场是羊毛先驱约翰·麦克阿瑟的家。
- 悉尼帕拉马塔美居酒店，前身是罗斯希尔旅行酒店

## 教育
- 罗斯希尔公立学校

## 人口
2016年的人口普查中，罗斯希尔的人口为3,806人。其中：
- 年龄分布不正常。年龄在20-34岁之间的人非常集中；他们占居民的43.5%（全国平均为21.1%）。0-14岁的儿童占人口的16.9%（全国平均水平为18.7%），65岁以上的人只占人口的4.5%（全国平均水平为15.8%）。
- 28.6%的人出生在澳大利亚。最常见的出生国是印度25.3%，中国6.6%，黎巴嫩3.3%和菲律宾2.8%。大约四分之三（74.8%）的居民的父母都出生在海外。25.3%的人在家里只说英语。其他在家使用的语言包括古吉拉特语9.5%，阿拉伯语7.6%，官话7.0%，印地语7.0%和旁遮普语4.9%。
- 宗教信仰印度教24.0%，天主教18.9%，无宗教16.0%。
- 有8.4%的劳动力失业，高于澳大利亞6.9%的平均水平。
- 有三分之二的家庭（66.5%）是家庭户，26.3%是单人户。71.4%的私人住宅是公寓、单元或公寓，16.7%是独立屋，9.6%是半独立屋。62.5%是租屋，23.9%是抵押贷款購買的房屋，9.7%是完全拥有。